# Titularbistum Tres Tabernae
Tres Tabernae (italienisch: Tre Taverne) ist ein Titularbistum der römisch-katholischen Kirche. 
Es geht zurück auf einen antiken Bischofssitz in der Stadt Tres Tabernae (heute Cisterna di Latina), die sich in der italienischen Region Latium befindet.
| Titularbischöfe von Tres Tabernae |                                                       |                                           |                   |                 |
| Nr.                               | Name                                                  | Amt                                       | von               | bis             |
| 1                                 | Joseph Brendan Whelan CSSp                            | emeritierter Bischof von Owerri (Nigeria) | 25. Juni 1970     | 10. August 1976 |
| 2                                 | Émile Marcus PSS                                      | Weihbischof in Paris (Frankreich)         | 16. Februar 1977  | 15. April 1982  |
| 3                                 | Joseph Thomas O’Keefe                                 | Weihbischof in New York (USA)             | 3. Juli 1982      | 16. Juni 1987   |
| 4                                 | John Mortimer Fourette Smith                          | Weihbischof in Newark (USA)               | 20. November 1987 | 25. Juni 1991   |
| 5                                 | Fiachra Ó Ceallaigh OFM                               | Weihbischof in Dublin (Irland)            | 7. Juni 1994      | 29. Juli 2018   |
| 6                                 | Tymon Tytus Chmielecki Titularerzbischof pro hac vice | Apostolischer Nuntius                     | 26. März 2019     |                 |